# منتخب تشيلي لهوكي الدحرجة
منتخب تشيلي لهوكي الدحرجة (بالإسبانية: Selección masculina de hockey patín de Chile)‏ هو ممثل تشيلي الرسمي في المنافسات الدولية في هوكي الدحرجة
. ( لعبة مشهورة حول العالم للتعرُف أكثر)